# Diecezja Hakha
Diecezja Hakha – rzymskokatolicka diecezja w Mjanmie. Powstała w 1992 z terenu archidiecezji Mandalaj i jest jej sufraganią.

## Biskupi ordynariusze
- Nicholas Mang Thang (1992–2011)
- Lucius Hre Kung (od 2013)